# Cratere Lob
Lob è un cratere meteoritico presente sulla superficie di Puck, uno dei satelliti naturali del pianeta Urano.